# Francesc Fiol Amengual
Francesc Fiol Amengual (Palma, 6 d'octubre de 1960) és un polític mallorquí del Partit Popular de les Illes Balears.
Ha fet la seva vida principalment a Palma, encara que té orígens sineuers.
Els inicis de la seva trajectòria política foren de regidor de l'equip de govern de l'Ajuntament de Palma, presidit per Joan Fageda. L'any 1996, Jaume Matas el nomenà conseller de Sanitat, càrrec que detengué fins a l'any 1999. Després del parèntesi que suposà el Pacte de Progrés, quan Jaume Matas tornà l'any 2003, el nomenà conseller d'Educació i Cultura del Govern Balear, un càrrec que ocupà fins al juliol de 2007.
El seu mandat com a conseller d'Educació fou fruit de nombroses crítiques i de moltes campanyes d'oposició. Per una banda, el tancament de Som Ràdio, la sortida del Govern de les Illes Balears de l'Institut Ramon Llull i l'eliminació de la Junta Avaluadora de Català. Per una altra banda hi havia el polèmic decret de trilingüisme —anomenat Decret Fiol— que instava els centres educatius illencs a introduir l'ensenyament en anglès, tot i que entitats cíviques com l'Obra Cultural Balear advertien que la mesura s'aplicava amb el pretext d'introduir la llengua castellana en detriment de la catalana, i així derogar el Decret de mínims que exigia, almanco, impartir el cinquanta per cent de les hores lectives en la llengua pròpia; a més, també al·legaven que el decret intentava crear una polèmica lingüística que, al seu parer, amagava les deficiències del departament de Fiol en matèria d'educació.
El desembre de 2019 és designat membre del Consell Social de la Universitat de les Illes Balears